# Lokavci
Lokavci – wieś w Słowenii, w gminie Gornja Radgona. W 2018 roku liczyła 169 mieszkańców.